# David Kopřiva
David Kopřiva (Praga, 18 ottobre 1979) è un ex canottiere ceco.
In carriera ha vinto un argento olimpico a Atene 2004 con il 4 di coppia insieme a Tomáš Karas, Jakub Hanák e David Jirka, dietro l'equipaggio russo per poco meno di sei decimi. L'anno precedente, con la stessa imbarcazione, si era aggiudicato l'argento ai Mondiali di Milano.

## Palmarès
- Giochi olimpici

Atlanta 1996: argento nel 4 di coppia.
- Mondiali

Milano 2003: argento nel 4 di coppia.